# Aidan Devine
Pour les articles homonymes, voir Devine.
Aidan Devine est un acteur de cinéma canadien d'origine britannique. Il est né au Royaume-Uni et a immigré avec sa famille au Canada à l'âge de 15 ans. Il a étudié au Dome Theatre du Collège Dawson à Montréal, au Québec, et a commencé sa carrière d'acteur à Montréal. Il s'installera plus tard à Toronto, en Ontario. Son premier film est une réalisation de  Lewis Furey, Night Magic en 1985, sur un scénario de Furey et Leonard Cohen avec Carole Laure, Stéphane Audran et Nick Mancuso. Puis, on le retrouve en 1993 dans le film de Denys Arcand, De l'amour et des restes humains. En 2016, il joue le rôle du général Edwards dans le film Suicide Squad avec Will Smith, Jared Leto et Ben Affleck dans le rôle du justicier masqué Batman. Aidan a travaillé de façon constante à la télévision et au cinéma, tant canadien qu'américain, remportant deux prix Gemini. le premier pour le meilleur acteur en 1995 pour son interprétation de Ted Lindsay dans le téléfilm Net Worth et le second en 1998 comme un acteur de premier plan pour son rôle de Jim Chamberlin dans The Arrow. Il fut nommé à trois reprises par la suite.

## Filmographie
- 1985 : Night Magic : The Beggar
- 1986 : The Boy in Blue : Junior Cop
- 1988 : La Boutique de l'orfèvre (La Bottega dell'orefice) : Resident 1
- 1988 : La Loi criminelle (Criminal Law) : Reporter
- 1990 : Frontière du crime (TV) : Swinton
- 1990 : Falling Over Backwards : Young man at door
- 1990 : A Touch of Murder
- 1990 : Enquête mortelle (Descending Angel) (TV) : Security Clerk
- 1992 : The Boys of St. Vincent (TV) : Brother Michael Davitt
- 1993 : De l'amour et des restes humains (Love & Human Remains) : Sal
- 1993 : Dieppe (TV) : Casey
- 1994 : Femmes en prison (Against Their Will: Women in Prison) (TV)
- 1995 : Net Worth (Téléfilm) : Ted Lindsay
- 1995 : Aigle de fer 4 (Iron Eagle IV) : Cpl. Fincher
- 1996 : Max the Cat (série télévisée) : Narrator (voix)
- 1997 : Promise the Moon (TV) : James Bennett
- 1997 : Trucks, les Camions de l'enfer (TV) : Trucker Bob
- 1997 : Joe's Wedding : Fred McCarthy
- 1997 : The Arrow (TV) : Jim Chamberlin
- 1997 : Un amour abusif (Too Close to Home) (TV)
- 1997 : Joe Torre: Curveballs Along the Way (TV) : Wade Boggs
- 1999 : Dinner at Fred's : Officer Mike
- 1999 : The Wishing Tree : Detective Crane
- 1999 : The City (TV) : Shane Devlin
- 1999 : The City (série télévisée) : Father Shane Devlin (Season 1)
- 1999 : Chantage sans issue (36 Hours to Die) (TV) : Al
- 1999 : Photos interdites (Striking Poses) : Badger / Stalker
- 1999 : Coupable d'amour (Judgment Day: The Ellie Nesler Story) : Brandon's Father
- 2000 : Who Killed Atlanta's Children? (TV) : Jack Johnson
- 2001 : Judy Garland, la vie d'une étoile (Life with Judy Garland: Me and My Shadows) (TV) : Frank Gumm
- 2001 : Reunion : Jack Cosgrave
- 2001 : Pas un mot (Don't Say a Word) : Leon Edward Croft
- 2001 : Destin (en) (Dice) (feuilleton TV) : Marcus Starck
- 2001 : La Ballade de Ryan (Brian's Song) (TV) : Abe Gibron
- 2001 : A Wind at My Back Christmas (TV) : Inspector Wells
- 2002 : Scar Tissue (TV) : Nick
- 2002 : Trudeau (feuilleton TV) : The Reporter (Tim Ralfe)
- 2002 : 100 Days in the Jungle (TV) : Barry Meyer
- 2003 : La Prison de glace (Ice Bound: A Woman's Survival at the South Pole) (TV) : John Penny
- 2003 : La Gorge du diable (Cold Creek Manor) : Skip Linton
- 2004 : Dans les cordes (Against the Ropes) : Crisco
- 2004 : Irish Eyes : John Phelan
- 2005 : The Dark Hours : Harlan Pyne
- 2005 : Our Fathers (TV) : Bernie McDaid
- 2005 : A History of Violence : Charlie Roarke
- 2008 : Outlander : Le Dernier Viking (Outlander) : Einar
- 2009 : La Cadillac de Dolan (Dolan's Cadillac) (DTV) : Roman
- 2011 : John A. : La naissance d'un pays : John Sandfield Macdonald
- 2013 : Gibraltar : Bobby Sims
- 2014 : Isolée (October Gale) de Ruba Nadda : Al Tessier
- 2016 : Suicide Squad de David Ayer : général Edwards
- 2016 : Eyewitness (série télévisée) : Bo Waldenbeck
- 2018 : Trahison d'État (Backstabbing for Beginners) de Per Fly : Justin Cutter
- depuis 2018 : Impulse : shériff Dale
- 2019-2020 : De celles qui osent (The Bold Type) : RJ Safford